# Against All Oddz
Against All Oddz è il quinto album degli Outlawz. È stato pubblicato sia in versione Parental Advisory sia in versione censurata.

## Tracce
1. Ride it Out
2. Outlaw Pride
3. Leave the Past Behind
4. Rules of Life
5. Clutchin on a 45
6. Pimpin in My Blood
7. Make You Happy
8. Same Thang
9. Keep on Doin It
10. I Wanna Know
11. All Family, No Friends
12. Big Time
13. Don't Change
14. We Outlawz